# Roglicia
Roglicia es un género de foraminífero bentónico de la subfamilia Ceratobulimininae, de la familia Ceratobuliminidae, de la superfamilia Ceratobuliminoidea, del suborden Robertinina y del orden Robertinida. Su especie tipo es Roglicia sphaerica. Su rango cronoestratigráfico abarca el Eoceno.

## Clasificación
Roglicia incluye a la siguiente especie:
- Roglicia sphaerica †